# ATC kód V03
ATC kód V03 Všechny jiné terapeutické přípravky je hlavní terapeutická skupina anatomické skupiny V. Různé.

## V03A Všechny jiné terapeutické přípravky

### V03AB Antidota
V03AB01 Ipekakuanha
V03AB02 Nalorfin
V03AB03 Edetáty
V03AB04 Pralidoxim
V03AB05 Prednisolon a promethazin
V03AB06 Thiosírany
V03AB08 Dusitan sodný
V03AB09 Dimerkaprol
V03AB13 Obidoxim
V03AB14 Protamin
V03AB15 Naloxon
V03AB16 Ethanol
V03AB17 Metylthioninium-chlorid
V03AB18 Manganistan draselný
V03AB19 Fysostigmin
V03AB20 Síran měďnatý
V03AB21 Jodid draselný
V03AB22 Amylnitrit
V03AB23 Acetylcystein
V03AB24 Digitalisový antitoxin
V03AB25 Flumazenil
V03AB26 Methionin
V03AB27 4-dimethylaminofenol
V03AB29 Cholinesteráza
V03AB31 Berlínská modř
V03AB32 Glutathion
V03AB33 Hydroxokobalamin
V03AB34 Fomepizol
V03AB35 Sugammadex
V03AB36 Fentolamin

### V03AC Látky tvořící cheláty se železem
V03AC01 Deferoxamin
V03AC02 Deferipron
V03AC03 Deferasirox

### V03AE Léčiva k terapii hyperkalemie a hyperfosfatemie
V03AE01 Polystyren sulfonát
V03AE02 Sevelamer
V03AE03 Lanthan karbonát
V03AE04 Kalcium-acetát a uhličitan hořečnatý
V03AE05 Oxid železitý se sacharózou
V03AE06 Kolestilan

### V03AF Léčiva ke snížení toxicity protinádorové léčby
V03AF01 Mesna
V03AF02 Dexrazoxan
V03AF03 Kalcium folinát
V03AF04 Kalcium-levofolinát
V03AF05 Amifostin
V03AF06 Natrium folinát
V03AF07 Rasburikáza
V03AF08 Palifermin
V03AF09 Glukarpidáza
V03AF10 Natrium-levofolinát

### V03AG Přípravky pro léčbu hyperkalcemie
V03AG01 Natrium-fosfocelulosa

### V03AH Přípravky pro léčbu hyperkalcemie
V03AH01 Diazoxid

### V03AK Tkáňová lepidla
V03AK Tkáňová lepidla

### V03AM Přípravky pro embolizaci
V03AM Přípravky pro embolizaci

### V03AN Medicinální plyny
V03AN01 Kyslík
V03AN02 Oxid uhličitý
V03AN03 Helium
V03AN04 Dusík
V03AN05 Medicinální vzduch

### V03AX Jiné terapeutické přípravky
V03AX02 Nalfurafin
V03AX03 Kobicistat

### V03AZ Látky tlumící nervový systém
V03AZ01 Ethanol

## Poznámka
- Registrované léčivé přípravky na území České republiky.
- Informační zdroj: Státní ústav pro kontrolu léčiv, Všeobecná zdravotní pojišťovna.